# Robinsonia punctata
Robinsonia punctata är en fjärilsart som beskrevs av Rothschild 1909. Robinsonia punctata ingår i släktet Robinsonia och familjen björnspinnare. Inga underarter finns listade.